# Шарлово (посёлок)
Шарлово — поселок в Ермоловском сельском поселении Вешкаймского района Ульяновской области. 

## География
Находится на расстоянии примерно 18 километров по прямой на запад-юго-запад от районного центра поселка Вешкайма. 

## Название
Названа по названию реки Шарловки, а её название восходит к словам из татарского языка «Шарлау» — журчать, бурлить, быстро течь и «Шарловык» — мель, отмель перекат.

## История
Основан в 1898 году как разъезд «Шарлово» при строительстве участка Инза — Симбирск I Московско-Казанской железной дороги. 
В 1913 году в разъезде было дворов 3, жителей 44. 
В 1925 году в посёлке был организован первый крестьянский кооператив.  
В 1930 году он вошел в состав колхоза имени  М. И. Калинина. Впоследствии – колхоз «Заря». Более интенсивно посёлок стал развиваться в 1930 – 1950-х, появились кирпичный завод, деревообрабатывающий завод, комбинат строительных материалов, лесничество, ветеринарная лечебница.  
В годы Великой Отечественной войны погибли или пропали без вести 70 шарловцев . 

## Население
Население составляло 1266 человек в 2002 году (89% русские), 1160 по переписи 2010 года.

## Инфраструктура
На территории п. Шарлово работают следующие предприятия:
- Филиал Вешкаймского лесхоза
- ООО «Шарловский леспромхоз
- Отделение ж/дороги

Имеются учреждения социальной сферы:
·         МОУ Шарловская СОШ
·         МДОУ Шарловский д/сад
·         Шарловский ФАП (ГУЗ Вешкаймкая ЦРБ)
·         Сельская библиотека и СДК (МКУ Ермоловский сельский дом культуры)
·         Отделение ФГУП «Почта России»
·         Филиал Сбербанка России
Работают продуктовые магазины и магазины товаров повседневного спроса.
Поселок газифицирован, имеется водопровод (3 башни Рожновского и накопительная башня, запитанная родниками).

## Достопримечательности
- В память земляков, погибших и пропавших без вести во время Великой Отечественной войны, в посёлке установлен обелиск.

- В школе создан класс-музей истории и быта.

- На стене здания школы установлена мемориальная доска Вячеславу Владимировичу Кудряшову, офицеру, погибшему в Чечне.

- Вблизи посёлка имеются залежи диатомита[5].